# Râul Șâpca
Râul Șâpca este un curs de apă, afluent al râului Boșorogu. 